# Ontologisme
L’ontologisme est un courant de pensée et école philosophique du XIXe siècle assurant que l’on ne peut rendre compte de l’activité de l’esprit humain qu’en affirmant implicitement, à l’intérieur de toute démarche, l’existence d’un transcendant ou absolu, ne fût-ce que par la perception immédiate de la finitude de l’intelligence humaine. C’est une preuve « naturelle » de l’existence de Dieu.

## Histoire et développement
L’ontologisme aurait son origine lointaine dans la pensée de saint Augustin (354-430), intuition plus tard reprise par Nicolas Malebranche (1638-1715) qui maintient que Dieu et le transcendant sont nécessairement l’objet premier de notre intelligence, et l’intuition de l’existence de Dieu est l’acte premier de connaissance humaine.
Ce courant de pensée se développa au XIXe siècle, en Italie, autour de Vincenzo Gioberti, qui semble être le premier à avoir utilisé le mot « ontologisme » (1844) et, à la même époque en Belgique, dans les cercles de l’université de Louvain animés par le professeur de philosophie Gérard Ubaghs, dont la Revue catholique était alors considéré l’organe officiel de l’ontologisme[réf. souhaitée]. En France le protagoniste principal en est le jésuite Jean-Pierre Martin (1792-1859), professeur de philosophie au scolasticat de Vals. Aux États-Unis, Orestes Brownson en est proche.
L’ontologisme est suspect aux yeux de l’Église catholique car il va à l'encontre de sa position sur la connaissance de Dieu. L'Eglise rappelle régulièrement sa position thomiste (cf encyclique Æterni Patris en 1879, Vingt-quatre thèses thomistes en 1914 et encyclique Fides et ratio en 1998) :  
la raison peut connaître Dieu seulement en raisonnant à partir de l'expérience des choses créées et non par une intuition immédiate ou par un raisonnement a priori, la preuve canonique de l'existence de Dieu étant les cinq voies de Thomas d'Aquin. En 1861, le Saint-Office condamne ainsi en termes modérés, les déclarant « non sûres et inappropriées à l’enseignement », des propositions qui, sans faire référence directes à l’ontologisme, relèvent bien de cette école philo-théologique. Ubaghs doit quitter son enseignement à l’université de Louvain. L'ontologisme continuera à avoir des adeptes, mais, dans l’enseignement catholique, il sera progressivement supplanté par le néothomisme.